# Código Civil Federal
El Código Civil de México, oficialmente  el Código Civil Federal, es el cuerpo legal que regula sustancialmente las materias jurídicas civiles a nivel federal en México.  El texto actual que se mantiene vigente fue publicado en el Diario Oficial de la Federación en 1928, durante la administración del presidente Plutarco Elías Calles, entrando en vigor el 1 de octubre de 1932. Su última reforma fue el 19 de enero del 2018.